# Jong Il-gwan
Jong Il-gwan (Hangul: 정일관, Hancha: 鄭日冠, sinh ngày 30 tháng 10 năm 1992) là một cầu thủ bóng đá người CHDCND Triều Tiên thi đấu ở vị trí tiền đạo cho câu lạc bộ Rimyongsu thuộc Giải bóng đá Ngoại hạng Cộng hòa Dân chủ Nhân dân Triều Tiên và đội tuyển bóng đá quốc gia Cộng hòa Dân chủ Nhân dân Triều Tiên.

## Sự nghiệp quốc tế

### Bàn thắng quốc tế
| #   | Ngày                 | Địa điểm                                                    | Đối thủ           | Bàn thắng | Kết quả | Giải đấu                          |
| --- | -------------------- | ----------------------------------------------------------- | ----------------- | --------- | ------- | --------------------------------- |
| 1.  | 9 tháng 4 năm 2011   | Sân vận động Dasarath Rangasala, Kathmandu, Nepal           | Nepal             | 1–0       | 1–0     | Vòng loại AFC Challenge Cup 2012  |
| 2.  | 19 tháng 3 năm 2012  | Sân vận động Dasarath Rangasala, Kathmandu, Nepal           | Turkmenistan      | 1–1       | 2–1     | AFC Challenge Cup 2012            |
| 3.  | 10 tháng 9 năm 2012  | Sân vận động Gelora Bung Karno, Jakarta, Indonesia          | Indonesia         | 2–0       | 2–0     | Giao hữu                          |
| 4.  | 3 tháng 12 năm 2012  | Sân vận động Vượng Giác, Vượng Giác, Hồng Kông              | Guam              | 5–0       | 5–0     | Vòng loại Cúp bóng đá Đông Á 2013 |
| 5.  | 16 tháng 11 năm 2014 | Sân vận động Thành phố Đài Bắc, Đài Bắc, Đài Loan           | Guam              | 1–0       | 5–1     | Vòng loại Cúp bóng đá Đông Á 2015 |
| 6.  | 16 tháng 11 năm 2014 | Sân vận động Thành phố Đài Bắc, Đài Bắc, Đài Loan           | Guam              | 2–1       | 5–1     | Vòng loại Cúp bóng đá Đông Á 2015 |
| 7.  | 3 tháng 9 năm 2015   | Sân vận động Quốc gia Bahrain, Riffa, Bahrain               | Bahrain           | 1–0       | 1–0     | Vòng loại World Cup 2018          |
| 8.  | 13 tháng 10 năm 2015 | Sân vận động Kim Nhật Thành, Bình Nhưỡng, CHDCND Triều Tiên | Yemen             | 1–0       | 1–0     | Vòng loại World Cup 2018          |
| 9.  | 17 tháng 11 năm 2015 | Sân vận động Kim Nhật Thành, Bình Nhưỡng, CHDCND Triều Tiên | Bahrain           | 2–0       | 2–0     | Vòng loại World Cup 2018          |
| 10. | 14 tháng 8 năm 2016  | Sân vận động UiTM, Shah Alam, Malaysia                      | Iraq              | 1–0       | 1–0     | Giao hữu                          |
| 11. | 21 tháng 8 năm 2016  | Sân vận động Tuanku Abdul Rahman, Paroi, Malaysia           | Iraq              | 1–0       | 1–1     | Giao hữu                          |
| 12. | 24 tháng 8 năm 2016  | Sân vận động Thượng Hải, Thượng Hải, Trung Quốc             | UAE               | 1–0       | 2–0     | Giao hữu                          |
| 13. | 10 tháng 10 năm 2016 | Sân vận động tưởng niệm Rizal, Manila, Philippines          | Philippines       | 1–0       | 3–1     | Giao hữu                          |
| 14. | 6 tháng 11 năm 2016  | Sân vận động Vượng Giác, Vượng Giác, Hồng Kông              | Đài Bắc Trung Hoa | 1–0       | 2–0     | Vòng loại Cúp bóng đá Đông Á 2017 |
| 15. | 12 tháng 11 năm 2016 | Sân vận động Vượng Giác, Vượng Giác, Hồng Kông              | Hồng Kông         | 1–0       | 1–0     | Vòng loại Cúp bóng đá Đông Á 2017 |
| 16. | 10 tháng 11 năm 2017 | Sân vận động I-Mobile mới, Buriram, Thái Lan                | Malaysia          | 4–0       | 4–1     | Vòng loại Asian Cup 2019          |
| 17. | 16 tháng 12 năm 2017 | Sân vận động Ajinomoto, Tokyo, Nhật Bản                     | Trung Quốc        | 1–1       | 1–1     | Cúp bóng đá Đông Á 2017           |
| 18. | 27 tháng 3 năm 2018  | Sân vận động Kim Nhật Thành, Bình Nhưỡng, CHDCND Triều Tiên | Hồng Kông         | 1–0       | 2–0     | Vòng loại Asian Cup 2019          |
| 19. | 11 tháng 11 năm 2018 | Sân vận động Thành phố Đài Bắc, Đài Bắc, Đài Loan           | Mông Cổ           | 4–0       | 4–1     | Vòng loại Cúp bóng đá Đông Á 2019 |
| 20. | 16 tháng 11 năm 2018 | Sân vận động Thành phố Đài Bắc, Đài Bắc, Đài Loan           | Đài Bắc Trung Hoa | 1–0       | 2–0     | Vòng loại Cúp bóng đá Đông Á 2019 |
| 21. | 25 tháng 12 năm 2018 | Sân vận động Quốc gia Mỹ Đình, Hà Nội, Việt Nam             | Việt Nam          | 1–1       | 1–1     | Giao hữu                          |
| 22. | 8 tháng 7 năm 2019   | TransStadia Arena, Ahmedabad, Ấn Độ                         | Syria             | 1–0       | 2–5     | Cúp Liên lục địa 2019             |
| 23. | 13 tháng 7 năm 2019  | TransStadia Arena, Ahmedabad, Ấn Độ                         | Ấn Độ             | 1–0       | 5–2     | Cúp Liên lục địa 2019             |
| 24. | 13 tháng 7 năm 2019  | TransStadia Arena, Ahmedabad, Ấn Độ                         | Ấn Độ             | 2–0       | 5–2     | Cúp Liên lục địa 2019             |
| 25. | 5 tháng 9 năm 2019   | Sân vận động Kim Nhật Thành, Bình Nhưỡng, CHDCND Triều Tiên | Liban             | 1–0       | 2–0     | Vòng loại World Cup 2022          |
| 26. | 5 tháng 9 năm 2019   | Sân vận động Kim Nhật Thành, Bình Nhưỡng, CHDCND Triều Tiên | Liban             | 2–0       | 2–0     | Vòng loại World Cup 2022          |
| 27. | 21 tháng 11 năm 2023 | Sân vận động Thuwunna, Yangon, Myanmar                      | Myanmar           | 1–0       | 6–1     | Vòng loại World Cup 2026          |
| 28. | 21 tháng 11 năm 2023 | Sân vận động Thuwunna, Yangon, Myanmar                      | Myanmar           | 4–0       | 6–1     | Vòng loại World Cup 2026          |
| 29. | 21 tháng 11 năm 2023 | Sân vận động Thuwunna, Yangon, Myanmar                      | Myanmar           | 5–0       | 6–1     | Vòng loại World Cup 2026          |
| 30. | 6 tháng 6 năm 2024   | Sân vận động quốc gia Lào mới, Viêng Chăn, Lào              | Syria             | 1–0       | 1–0     | Vòng loại World Cup 2026          |